# 목개도
목개도(木蓋島)는 충청남도 태안군 근흥면에 있는 섬이다. 무인도로 지정하여 관리되고 있다.